# Tetragnatha josephi
Tetragnatha josephi är en spindelart som beskrevs av Yutaka Okuma 1988. Tetragnatha josephi ingår i släktet sträckkäkspindlar, och familjen käkspindlar.
Artens utbredningsområde är Singapore. Inga underarter finns listade i Catalogue of Life.